# 大気汚染防止法
大気汚染防止法（たいきおせんぼうしほう、昭和43年6月10日法律第97号）は、大気汚染の防止に関する法律である。

## 目的
「工場及び事業場における事業活動並びに建築物の解体等に伴うばい煙、揮発性有機化合物及び粉じんの排出等を規制し、有害大気汚染物質対策の実施を推進し、並びに自動車排出ガスに係る許容限度を定めること等により、大気の汚染に関し、国民の健康を保護するとともに生活環境を保全し、並びに大気の汚染に関して人の健康に係る被害が生じた場合における事業者の損害賠償の責任について定めることにより、被害者の保護を図ることを目的とする。」（第1条）

## 制定の背景
1962年（昭和37年）に制定の「ばい煙の排出の規制等に関する法律（ばい煙規制法）」が、日本で最初の大気汚染防止に関する法律である。ばい煙規制法は、石炭の燃焼による煤塵（ばいじん）の規制には、効果を発揮した。しかし、規制によって社会における主要な使用燃料が石炭から石油に移行すると、硫黄酸化物の排出量が増え、対応しきれなくなってきた。また、自動車の排出ガス規制が含まれていなかったことも大きな問題であった。そこで、1968年（昭和43年）にばい煙規制法を根本的に見直し、制定されたのが、大気汚染防止法である。
しかし、この大気汚染防止法においても大気汚染の改善は見られず、深刻な公害問題に発展した。
そこで、1970年（昭和45年）にいわゆる公害国会と呼ばれる第64回国会において、公害問題の早急な改善と汚染の防止を徹底するため、公害関係法令の抜本的整備が行われた。この時の大気汚染防止法の大幅な改正が、現在の原型である。この改正での主な特徴は、都道府県による上乗せ規制を設けられるようになったこと、違反に対して直罰を科せるようになったこと、排出規制が地域限定を廃止して全国に拡大したこと、などがあげられる。特に、地方自治体の権限を強化したことは、国の制度の整備に先駆けて地方自治体が行っていた公害対策に効果的な役割を果たすこととなった。
1972年（昭和47年）には、水質汚濁防止法とともに、無過失責任にもとづく損害賠償の規定が導入された。
1989年（平成元年）には、粉じんのうち石綿他の人の健康に係る被害を生ずるおそれのある物質を特定粉じんとし、これに伴い、特定粉じんを発生する施設を特定粉じん発生施設とした上で、特定粉じんの規制措置を設けた。（規制は1989年から施行。）
1996年（平成8年）には、吹付け石綿が使用された建築物の解体等の作業を特定粉じん排出等作業に指定し、これに係る規制措置を設けたほか、有害大気汚染物質に係る対策、指定物質排出施設に係る規制措置、自動車排出ガスに係る許容限度の設定対象となる自動車に原動機付自転車を追加などを行うとともに、法の目的に、1)建築物の解体等に伴う粉じんの排出等を規制すること、及び2)有害大気汚染物質対策の実施を推進すること、を追加した。（特定粉じん排出等作業に関する規制は1997年から施行。）
2004年（平成16年）には、浮遊粒子状物質（SPM）及び光化学オキシダントによる大気汚染の防止を図るため、揮発性有機化合物（VOC）を規制するための改正が行われた（規制は2006年（平成18年）から施行）。
2006年（平成18年）には、石綿の飛散等による人の健康又は生活環境に係る被害を防止するため、従前から規制対象だった石綿を飛散させる原因となる建築材料が使用された建築物の解体等に加え、石綿を飛散させる原因となる建築材料しようされた工作物の解体等の作業についても特定粉じん排出等作業の規制対象とする改正が行われた。
2010年（平成22年）には、一部の事業者において、「ばい煙量等」の測定結果の記録の改ざん等の事案が相次ぐとともに、排出基準の継続的な不適合事案も発覚したことを受け、都道府県知事が発動するばい煙排出者に対する改善命令等の要件から被害要件（人の健康又は生活環境に係る被害を生ずると認めること）を撤廃するとともに、事業者の責務に関する規定の創設、罰則の強化に関する改正が行われた。（事業者の責務に関する規定は2010年（平成22年）、その他は2011年（平成23年）から施行）。
2013年（平成25年）には、建築物等に石綿が使用されているかどうかを事前に十分調査せず、石綿の飛散防止措置をとらなかったため、解体作業等において石綿が飛散したと推測される事例が生じていることや、工事の発注者が石綿の飛散防止措置の必要性を十分に認識せず、工事施工者に対し施工を求めること等により、工事施工者において十分な対応が採られないこと等が問題となっている点などを踏まえ、特定粉じん排出等作業の実施の届出義務者を特定工事を施工しようとする者から特定工事の発注者（又は自ら施工する者）に変更するとともに、解体等工事に係る調査及び説明等、発注者の配慮として工事費用への配慮の明確化などに関する改正が行われた。（2014年（平成26年）から施行）。
2015年（平成27年）にも、水銀等の排出規制に関する改正が行われた。

## 内容
大気汚染防止法では、ばい煙、揮発性有機化合物、粉じん、有害大気汚染物質、自動車排出ガスの5種類を規制している。従って前記以外の熱機関、例えばガスヒートポンプについては無規制である。
- ばい煙の定義
  - 物の燃焼等に伴い発生する硫黄酸化物
  - 燃焼・電気の使用に伴い発生するばいじん（煤塵）(いわゆるスス)
  - 燃焼・合成・分解に伴い発生する有害物質（カドミウム及びその化合物、塩素及び塩化水素、フッ素、フッ化水素及びフッ化ケイ素、鉛及びその化合物、窒素酸化物）

- 揮発性有機化合物の定義
  - 大気中に排出され、又は飛散した時に気体である有機化合物（政令で定める物質（メタン、クロロジフルオロメタン、2-クロロ-1,1,1,2-テトラフルオロエタン、1,1-ジクロロ-1-フルオロエタン、1-クロロ-1,1-ジフルオロエタン、3,3-ジクロロ-1,1,1,2,2-ペンタフルオロプロパン、1,3-ジクロロ-1,1,2,2,3-ペンタフルオロプロパン、1,1,1,2,3,4,4,5,5,5-デカフルオロペンタン）を除く）

- 粉じんの定義
  - 物の破砕、選別その他の機械的処理又は堆積に伴い発生し、又は飛散する物質。このうち、石綿その他の人の健康に係る被害を生ずるおそれがある物質で政令で定めるものを「特定粉じん」といい、「一般粉じん」とは、特定粉じん以外の粉じんをいう。

- 有害大気汚染物質
  - 継続的に摂取される場合には人々の健康を損なうおそれがある物質で大気の汚染の原因となるもの

- 自動車排出ガスの定義
  - 自動車及び原動機付自転車の運行に伴い発生する一酸化炭素、炭化水素、鉛化合物、窒素酸化物、粒子状物質

- 特定物質（健康若しくは生活環境に係る被害を生ずるおそれがあるもの。）
  - アンモニア - フッ化水素 - シアン化水素 - 一酸化炭素 - ホルムアルデヒド - メタノール - 硫化水素 - 燐化水素 - 塩化水素 - 二酸化窒素 - アクロレイン - 二酸化硫黄 - 塩素 - 二硫化炭素 - ベンゼン - ピリジン - フェノール - 硫酸（三酸化硫黄を含む。）- フッ化ケイ素 - ホスゲン - 二酸化セレン - クロルスルホン酸 - 黄燐 - 三塩化燐 - 臭素 - ニッケルカルボニル - 五塩化燐 - メルカプタン

## 有害大気汚染物質
大気汚染防止法において「有害大気汚染物質」は、「継続的に摂取される場合には人の健康を損なうおそれがある物質で大気の汚染の原因となるもの」（第2条第13項）と低濃度長期間暴露における有害性（長期毒性）に着目して定められている。
1996年の改正で追加された内容であり、モニタリング、公表、指定物質の排出抑制基準などが規定されている。
中央環境審議会の「今後の有害大気汚染物質対策のあり方について（第二次答申）」（平成8年10月18日）において、有害大気汚染物質に該当する可能性のある物質として全234物質が提示され、その後「今後の有害大気汚染物質対策のあり方について（第九次答申）」（平成22年10月18日）において有害大気汚染物質に該当する可能性のある物質の見直しが行われ248物質が提示された。また、その中で健康リスクがある程度高いと考えられ、特に優先的に対策に取り組むべき物質（優先取組物質）として23物質が選定された。
優先取組物質
- アクリロニトリル、アセトアルデヒド、塩化ビニルモノマー、塩化メチル、クロム及び三価クロム化合物、六価クロム化合物、クロロホルム、酸化エチレン、1,2-ジクロロエタン、ジクロロメタン、水銀及びその化合物、ダイオキシン類、テトラクロロエチレン、トリクロロエチレン、トルエン、ニッケル化合物、ヒ素及びその化合物、1,3-ブタジエン、ベリリウム及びその化合物、ベンゼン、ベンゾ［a］ピレン、ホルムアルデヒド、マンガン及びその化合物

指定物質は、改正法附則第9項において「有害大気汚染物質のうち人の健康に係る被害を防止するためその排出又は飛散を早急に抑制しなければならないもの」として、排出抑制基準が定められるものであり、現在以下の3物質が指定されている。なお、これらの3物質については環境基準が設定されている。
指定物質
- ベンゼン、トリクロロエチレン、テトラクロロエチレン

## 構成
- 第1章　総則（第1条・第2条）
- 第2章　ばい煙の排出の規制等（第3条~第17条の2）
- 第2章の2　揮発性有機化合物の排出の規制等（第17条の3~第17条の15）
- 第2章の3　粉じんに関する規制（第18条~第18条の20）
- 第2章の4　有害大気汚染物質対策の推進（第18条の21~第18条の25）
- 第3章　自動車排出ガスに係る許容限度等（第19条~第21条の2）
- 第4章　大気の汚染の状況の監視等（第22条~第24条）
- 第4章の2　損害賠償（第25条~第25条の6）
- 第5章　雑則（第26条~第32条）
- 第6章　罰則（第33条~第37条）
- 附則

## 所轄官庁
- 環境省